# Wald im Pinzgau
Wald im Pinzgau – gmina w Austrii, w kraju związkowym Salzburg, w powiecie Zell am See. Według Austriackiego Urzędu Statystycznego liczyła 1142 mieszkańców (1 stycznia 2015).